# Jala neti

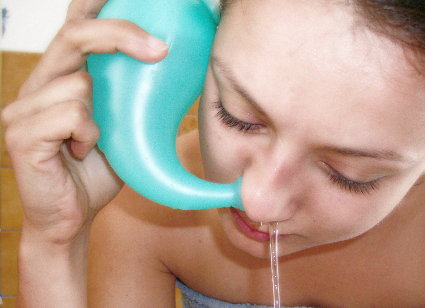
Jala neti

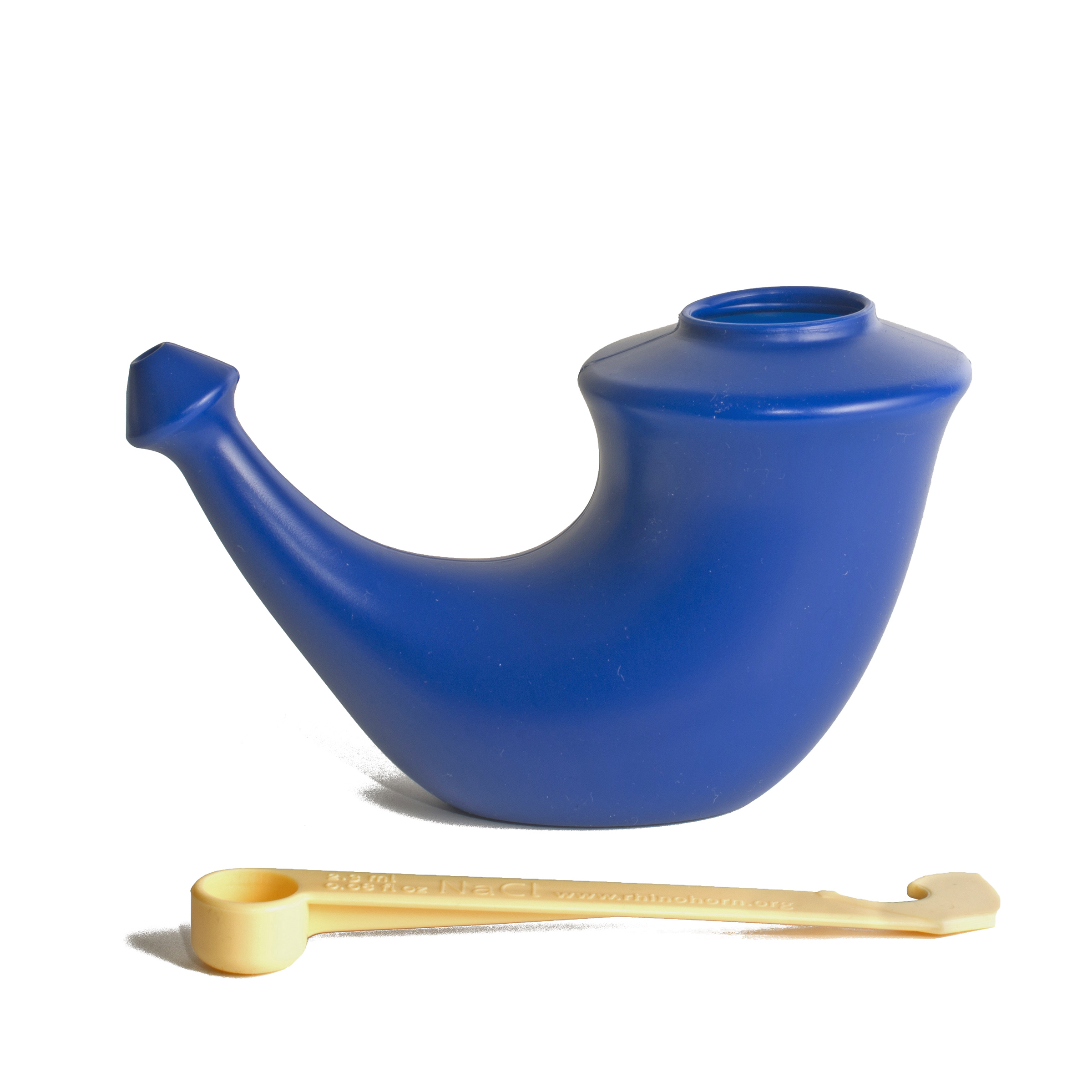
Moderne neti pot neusspoeler bij de apotheek

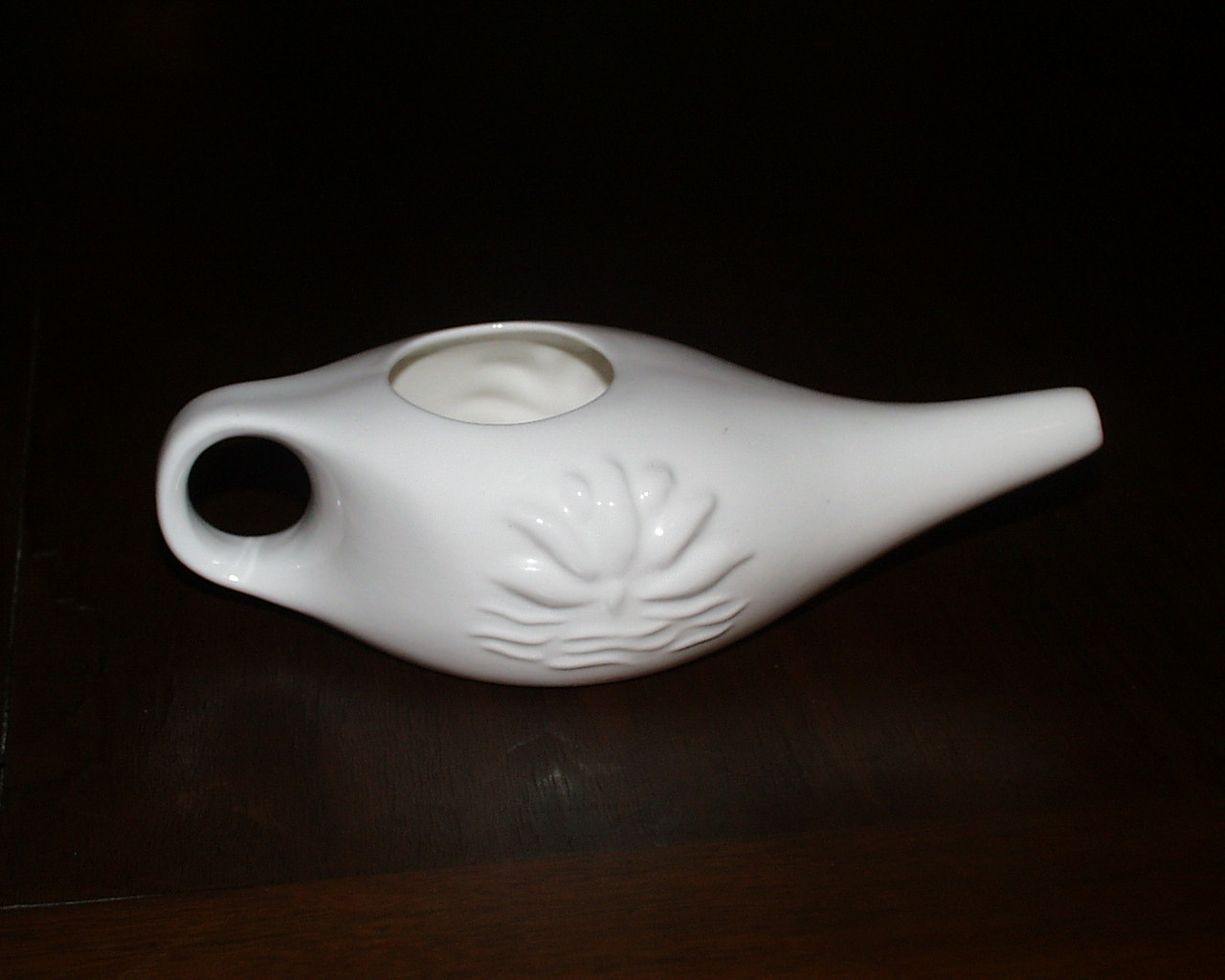
Een jala neti pot

Jala neti (Sanskriet, जल नेती, jala netī) is een kriya in hatha yoga. Neti is de yogawijze van de interne reiniging van de neus en is een van de zes shatkarma's. Van kriya's wordt beweerd, dat ze het lichaam reinigen door het prikkelen van de afscheidingsmechanismen van het lichaam.
Bij jala neti wordt de neus gereinigd met behulp van zout water. Van oudsher wordt aan een vingerkom lauwwarm water een afgestreken koffielepel zout toegevoegd. Volgens yogi André Van Lysebeth zou ongezout water jeuk oproepen als gevolg van osmoseverschijnselen en zou de toevoeging van zout het evenwicht van de osmose herstellen.
Bij jala neti wordt de neus in de kom met water gestoken, waarbij opgepast moet worden dat het water niet ingeademd wordt. Met de stemspleet wordt lichte pompbewegingen gemaakt aan de achterzijde van de keel. Hiermee loopt het water de neus binnen tot aan de achterzijde van de keel. Na enkele seconden wachten kan het water weer terugstromen. Dit proces kan drie tot meerdere malen herhaald worden.
Kriya's zijn in het algemeen omstreden en sommige kunnen gevaarlijk zijn. Zowel in India als in het Westen zijn er yogascholen die de reinigingstechnieken wel en die ze niet uitoefenen en verschillen de meningen of de kriya's in de huidige tijd nog van waarde zijn.